# Pierre Collings
Lysander Pierre Collings (Nuova Scozia, 22 settembre 1900 – North Hollywood, 21 dicembre 1937) è stato uno sceneggiatore statunitense.

## Carriera
Nato in Nuova Scozia, in Canada, da Francis e Olive Collings, americani, Pierre iniziò il suo percorso nell'industria cinematografica a 17 anni, come fattorino, e lavorò come cameraman prima di distinguersi come sceneggiatore.
Dalla metà degli anni venti cominciò a scrivere numerose sceneggiature, ma già sul principiare degli anni trenta fu meno prolifico, a causa di alcuni problemi personali che gli rendevano difficile lavorare. Sposatosi con Natalie Harris nel 1926, divorziò nel 1930. Nell'agosto del 1935, venne arrestato per guida in stato di ebbrezza. Pochi mesi dopo, cominciò a lavorare al film di William Dieterle La vita del dottor Pasteur, con Sheridan Gibney, ma durante la fase di scrittura sua madre morì improvvisamente e, al completamento della produzione, soffrì di un grave esaurimento nervoso. La pellicola venne candidata a quattro premi Oscar, vincendone tre. Due dei questi furono di Collings e Gibney per il miglior soggetto e per la miglior sceneggiatura adattata (sebbene la storia fosse di loro invenzione). L'altro riconoscimento andò a Paul Muni, come migliore attore protagonista. Collings non fu presente alla premiazione e, successivamente, non riuscì ad assicurarsi molti nuovi lavori. Alcolizzato, cadde in povertà, morendo nel 1937 di polmonite a North Hollywood, in California, mentre stava scrivendo un nuovo copione in collaborazione con il cantante Carrie Jacobs Bond. Il Los Angeles Times scrisse che il suo decesso sarebbe stato dovuto allo stato di "angoscia e disperazione" nel quale versava.
I due premi Oscar di Collings andarono persi. Uno di essi venne ritrovato, dopo la sua morte, in un armadio di un hotel in cui venivano stipati gli oggetti che gli ospiti consegnavano come garanzia quando non riuscivano a pagare in anticipo. L'attore Charles McKay, che lo rinvenne, e lo sceneggiatore Arthur Caesar lo restituirono all'Academy, ma in seguito se ne persero le tracce. L'altro premio venne probabilmente impegnato da Collings.

## Filmografia

### Sceneggiatore
- Donna di mondo (A Woman of the World), regia di Malcolm St. Clair (1925)
- La granduchessa e il cameriere (The Grand Duchess and the Waiter), regia di Malcolm St. Clair (1926)
- A Social Celebrity, regia di Malcolm St. Clair  (1926)
- Lei e l'altra (Good and Naughty), regia di Malcolm St. Clair (1926)
- The Show-Off, regia di Malcolm St. Clair  (1926)
- Knockout Reilly, regia di Malcolm St. Clair  (1927)
- Time to Love, regia di Frank Tuttle (1927)
- La danzatrice rossa (The Red Dancer), regia di Raoul Walsh (1928)
- The Hole in the Wall, regia di Robert Florey (1929)
- Dangerous Nan McGrew, regia di Malcolm St. Clair (1930)
- British Agent, regia di Michael Curtiz (1931) - dialoghista non accreditato
- La vita del dottor Pasteur (The Story of Louis Pasteur), regia di William Dieterle (1936) - anche soggettista

### Direttore della fotografia
- Untamed Youth, regia di Emile Chautard (1924)

### Segretario di edizione
- Animal Crackers, regia di Victor Heerman (1930)

## Premi e riconoscimenti
Premio Oscar
- 1937 - Miglior soggetto per La vita del dottor Pasteur
- 1937 - Migliore sceneggiatura non originale per La vita del dottor Pasteur